# Chyliza inopinata
Chyliza inopinata är en tvåvingeart som beskrevs av Shatalkin 1998. Chyliza inopinata ingår i släktet Chyliza och familjen rotflugor. Inga underarter finns listade i Catalogue of Life.